# Богатьково (Тульская область)
Богатьково — деревня   Тульской области. в Тульской области России. С точки зрения административно-территориального устройства входит в Сеневский сельский округ, Алексинский район. В плане местного самоуправления входит в состав муниципального образования город Алексин.

## География
Богатьково находится в северо-западной части региона, в пределах северо-восточного склона Среднерусской возвышенности, в подзоне широколиственных лесов.
Абсолютная высота — 200   метров над уровнем моря.

### Климат
Климат на территории Богатьково, как и во всём районе, характеризуется как умеренно континентальный, с ярко выраженными сезонами года. Средняя температура воздуха летнего периода — 16 — 20 °C (абсолютный максимум — 38 °С); зимнего периода — −5 — −12 °C (абсолютный минимум — −46 °С).
Снежный покров держится в среднем 130—145 дней в году.
Среднегодовое количество осадков — 650—730 мм.

## История

### Административная принадлежность
Упоминается на плане Генерального межевания Тульского наместничества 1790 года как деревня Багаткова.
По данным 1859 года Богатьково — владельческая деревня 2-го стана Алексинского уезда Тульской губернии при колодце, в 12 верстах от уездного города Алексина, с 22 дворами и 208 жителями (103 мужчины, 105 женщин). Была приписана к приходу в с. Широносово.
В 1912 году в уезде была проведена подворная перепись. Деревня Богатьково относилась к Богатьковскому сельскому обществу Широносовской волости, ранее принадлежала Воронецкому. Имелось 47 хозяйств (из них 42 наличных приписных и 5 отсутствующих), 247 человек (116 мужчин и 131 женщина) наличного населения (из них 63 грамотных и полуграмотных и 12 учащихся).
Имелось 94,5 земельных наделов, всего 343 десятины надельной земли, а также 71,6 десятин удобной арендованной земли. 41,7 десятин удобной земли было сдано в аренду.
В пользовании наличных хозяйств находилось 300,3 десятины пашни, 20,7 десятины сенокоса, 18,6 десятин усадебной земли, всего 364,6 десятин удобной земли.
Под посевами находилось 195,3 десятины земли (в том числе 15,8 десятин усадебной), из неё озимая рожь занимала 100,9 десятины, яровой овёс — 55,9 десятины, чечевица — 13,5, картофель — 12,4, конопля — 6, прочие культуры (лён, ячмень, гречиха и огородные овощи) — 6,6 десятины.
У жителей было 67 лошадей, 113 голов КРС, 106 овец и 30 свиней.
Промыслами занимались 49 человек: 17 — местными (в основном в своём селе и в уезде) и 32 — отхожими (в основном в Москве).
По переписи 1926 года деревня входила в состав Сеневского сельсовета Алексинского района, имелось 48 крестьянских хозяйств и 209 жителей (102 мужчины, 107 женщин).
Ко Второй мировой войне число дворов уменьшилось до 46.
Решением исполнительного комитета Тульского областного Совета народных депутатов от 23.09.1985 N 16-531 «Об изменениях в административно-территориальном делении районов области» была исключена из учётных данных. 
На карте 1989 года обозначена как урочище. 
Восстановлена Постановлением Администрации Тульской области от 12 марта 2009 года № 111 «О признании утратившими силу некоторых решений исполнительного комитета Тульского областного Совета народных депутатов».
В 2010 году — деревня Авангардского сельского поселения, без жителей.

### Владельцы
- Переписная книга 1678: указана пустошь Богатьково, 11 дворов. Поместье, вотчина землевладельца окольничьего Юшкова Бориса Гавриловича[12]
- Ревизия 1709 г. — вместе с соседним селением Ушаково принадлежит Юшкову Борису Гавриловичу
- Ревизии 1721 и 1745 гг. — возможно, не сохранились
- Ревизия 1782 г. — вместе с селениями Широносово, Ушаково и Ащерино принадлежит купцу первой гильдии, заводчику Лариону Ивановичу Лугинину, короый купил их у Юшковых в 1760-х годах. Часть селения, судя по следующей ревизии 1795 г., принадлежала Голицыным, однако эта ревизия не сохранилась.
- Ревизия 1795 г. — вместе с селениями Широносово, Ушаково и Ащерино принадлежит князю Михаилу Михайловичу Голицыну[13], а также Ивану и Николаю Максимовичам Лугининым, внукам умершего в 1785 г. Лариона Лугинина[14]
- Ревизия 1811 г. — вместе с селениями Широносово, Ушаково и Ащерино принадлежит князьям Александру и Сергею Михайловичам Голицыным.
- 1845 г. — владелец — Отставной полковник Николай и Майор Василий Александровичи Воронецкие, по наследству от отца их Дейст. Ст. Совет. Александра Ивановича Воронецкого, а ему от Действ. Тайного Совет. Князя Сергея Михайловича Голицына и племянника его Князя Надворного Советника Михаила Александровича Голицына по купчей крпп(?) совер. въ Москов. Пал. Гражд. Суда[15]

## Население
| 2010 |
| ---- |
| 0    |

## Инфраструктура
Обслуживается отделением почтовой связи 301344.
Личное подсобное хозяйство (на декабрь 2022 года 3 дома).

## Транспорт
Расстояние по автодорогам до центра Алексина составляет 22 км на север.